# Gerd Knesel
Gerd Knesel (* 16. Februar 1946 in Geesthacht; † 19. Mai 1992 ebenda) war ein deutscher Liedermacher, der als Gegenpart zu der meist eher linksorientierten Liedermacherszene Ende der 1970er Jahre von der CDU unterstützt wurde. Knesel vertonte während seiner Karriere als „politischer Liedermacher“ vornehmlich Texte von Hubertus Scheurer.

## Leben
Mit Auftritten auf CDU-Wahlveranstaltungen begann die forcierte Karriere des Gerd Knesel, die bald von Plattenveröffentlichungen mit Titeln wie Das geht uns alle an, Bedenkliches im Visier oder Lieder gegen Links begleitet wurde.
Die Texte voller Seitenhiebe auf linke Musiker und linke Politik führten zunächst zu heftiger Unruhe in der linken Liedermacher-Szene. Die einen, wie Hans Scheibner, äußerten sich öffentlich gegen Knesel, andere rieten, ihn zu ignorieren. Gerhard Löwenthal, der von 1969 bis 1987 das politische ZDF-Magazin moderierte, lud Gerd Knesel gelegentlich in die Sendung ein, um einen Song vorzustellen, z. B. „Afghanistan“, in dem die brisante politische Lage thematisiert wurde. Anfang der 1980er Jahre verschwand Knesel nach zwei Schallplatten in „Schwarz-Rot-Gold“-Optik wieder aus dem öffentlichen Focus, nachdem nach Lieder gegen Links nahezu alle Hörfunksender aufgehört hatten, seine Werke zu spielen, und ihm sein Plattenvertrag bei RCA gekündigt wurde.
Auf dem von Knesels Frau Doris gegründeten Label Contrast-Records erschienen weitere drei Schallplatten mit zumeist politischen Texten. Daneben erschienen seine Lieder auf Veröffentlichungen des CDU-Bundestagsabgeordneten Herbert Lattmann sowie der Aktionsgemeinschaft der Bürgerinitiativen für Energiesicherung und Kerntechnik.
Da Knesels Eltern Heimatvertriebene waren, hatte er einen Bezug zu den Vertriebenen und daher auch Lieder hierzu im Programm. Dies führte ab Mitte der 1980er Jahre zur Veröffentlichung von insgesamt fünf Musikkassetten mit ostpreußischen Liedern, für die Knesel umfangreiche historische Quellenforschung betrieb.
2009 veröffentlichte seine Witwe Doris eine CD mit ausgewählten politischen Liedern.

## Veröffentlichungen
- Das geht uns alle an – Bedenkliches im Visier (LP, RCA, 1979; Neuauflage auf Contrast Records)
- Lieder gegen Links (LP, RCA, 1980; Neuauflage auf Contrast Records)
- „Wir brauchen alle Energien!“/„Wenn die Roten grünen“ (Single, herausgegeben von der AEK)
- „Wenn Dich die bösen Buben locken...“/„Die Neue, teu're Heimat“ (Single, herausgegeben von Herbert Lattmann)
- „Nie wieder Krieg“/„Ein Brief aus dem Gulag“ (Single, Contrast Records)
- „Liebeslied an Berlin“/„Recht auf Heimat“ (Single, Contrast Records)
- Schattensaiten (LP, Contrast Records, 1981)
- Wahrhafte Bosheiten oder Boshafte Wahrheiten?
- Knesel's Nr. 5
- „Boris Bum Bum“ (Single, Contrast Records, 1985)
- „Einem Aufrechten zum Gedenken“ (Doppel-CD, Contrast Records, 2009)

## Einzelbelege
1. ↑  Vgl. auch zum Folgenden Philipp Schmidt-Rhaesa: Entwicklung der Liedermacherei.
2. ↑  Vgl. auch zum Folgenden Martin Lessenthin: Boykott gegen einen unbequemen Sänger, in: Das Ostpreußenblatt vom 11. Oktober 1986, S. 4.

| Personendaten    | Personendaten          |
| ---------------- | ---------------------- |
| NAME             | Knesel, Gerd           |
| KURZBESCHREIBUNG | deutscher Liedermacher |
| GEBURTSDATUM     | 16. Februar 1946       |
| GEBURTSORT       | Geesthacht             |
| STERBEDATUM      | 19. Mai 1992           |
| STERBEORT        | Geesthacht             |